# Monna Vanna (Rossetti)
Monna Vanna è un dipinto a olio su tela (88,9×86,4 cm) di Dante Gabriel Rossetti, realizzato nel 1866 e conservato nella Tate Britain di Londra.

## Descrizione
Monna Vanna non è il vero nome della donna effigiata nel ritratto, che in realtà raffigura Alexa Wilding, la principale modella del Rossetti che la immortalerà nelle proprie opere del 1879. «Monna Vanna» si tratta in realtà di un personaggio della Vita Nova di Dante Alighieri, opera particolarmente amata dal Rossetti che ne effettuò la traduzione in inglese: il suo valore simbolico è molto intenso e allude alla primavera, richiamata nel dipinto dal vaso di fiori in alto a destra e dai motivi floreali della veste.
Il ritratto è a mezza figura: il corpo, ammantato con uno sfarzoso broccato dorato, è visto frontalmente, mentre il viso è ruotato di tre quarti. La donna ha uno sguardo deciso e penetrante, ed è abbigliata con diversi gioielli sfruttati dal Rossetti per dare prova del proprio virtuosismo pittorico: pensiamo alla collana di corallo rosso, oziosamente intrecciata tra le dita della donna, gli anelli, gli orecchini e il fermaglio per capelli a forma di conchiglia, accessorio particolarmente amato dal pittore che in questo modo intende sottolineare l'andamento circolare dell'intera composizione. La mano sinistra, invece, regge con decisione un particolarissimo ventaglio di piume striate, altro indubbio oggetto di lusso. L'incarnato, infine, è pallido, luminoso e delicato, in piena concordanza con i canoni estetici femminili dell'epoca.
Il titolo originario dell'opera, Venus Veneta, rivela la meditata riflessione compiuta dal Rossetti sugli archetipi classici, specialmente del Cinquecento (trasparente è il riferimento a Tiziano). Era obiettivo del Rossetti, infatti, ritrarre «una donna veneziana in un ricco vestito bianco e oro – in breve l’ideale veneziano di bellezza femminile»: solo dopo il titolo venne cambiato in Monna Vanna, così da sottolineare la vacuità della vita, o più probabilmente per ribadire le origini italiane del soggetto. Nel 1873 l'opera venne ulteriormente rinominata Belcolore, in quanto Rossetti intendeva la denominazione precedente inadeguata per la modernità del personaggio: la tela, tuttavia, era ormai conosciuta come Monna Vanna, titolo che conserva ancora oggi. Acquistata dal collezionista William Blackmore, Monna Vanna giunse nelle collezioni di George Rae, uno dei mecenati di Rossetti, per poi trovare la sua collocazione definitiva nelle sale del Tate Britain, dove si trova tuttora.